# Luzhi, Fujian
Luzhi (kinesiska: 芦芝)  är en köping i sydöstra Kina. Den ligger i Zhangping i staden Longyan i provinsen Fujian, omkring 200 kilometer sydväst om provinshuvudstaden Fuzhou. Antalet invånare är 11 067. Befolkningen består av 5 186 kvinnor och 5 881 män. Barn under 15 år utgör 15,0 %, vuxna 15-64 år 76 %, och äldre över 65 år 8,0 %.